# 1908 год в России

## Январь
- 12 января — постановка первой азербайджанской и первой в исламском мире оперы Узеира Гаджибекова «Лейли и Меджнун»

## Февраль
- 3 февраля — глава Совета министров Российской империи Пётр Столыпин заявил: «Иная политика, кроме строго оборонительной, была бы в настоящее время бредом ненормального правительства, и она повлекла бы за собой опасность для династии»

## Май
- 5 мая — первый в России полёт на планёре (А. В. Шиуков).[1]

## Июнь
- 21 июня — Умер Николай Римский-Корсаков
- 30 июня — Тунгусский феномен.

## Июль
- 13 июля — 31 октября — IV летние Олимпийские игры в Лондоне. Россия заняла 12-е место в общемедальном зачёте. 1 золото и 2 серебра

## Август
- 28 августа — состоялся первый полёт первого российского дирижабля «Учебный».

## Сентябрь
- 15 сентября — министр иностранных дел Российской империи А. П. Извольский и министр иностранных дел Австро-Венгрии А.фон Эренталь заключили в Бухлау соглашение по Балканскому вопросу. Австро-Венгрия соглашалась на открытие проливов для российского флота в обмен на аннексию Боснии и Герцеговины
- 26 сентября — Безданское ограбление

## Октябрь
- 22 октября — открыто движение электрического трамвая в Саратове.
- 28 октября — вышел на экраны первый в истории России короткометражный художественный фильм «Понизовая вольница» («Стенька Разин»)[2].

## Ноябрь
- 14 ноября — Умер великий князь Алексей Александрович
- 28 ноября — сформирована Амурская речная флотилия[3].

## Без точных дат
- Илья Мечников получил нобелевскую премию по медицине «за труды по иммунитету»